# Кудін Іван Назарович
Іван Назарович Кудін (3 травня 1923, Новолозуватка — 24 листопада 1983, Київ) — радянський воїн, Герой Радянського Союзу, в роки радянсько-німецької війни командир вогневого взводу 753-го стрілецького полку 192-ї стрілецької Оршансько-Хінганської Червонопрапорній дивізії 31-ї армії 3-го Білоруського фронту, старшина.

## Біографія
Народився 3 травня 1923 року в селі Новолозуватці (тепер Криворізького району Дніпропетровської області) в сім'ї робітника. Українець. Член КПРС з 1948 року. У 1941 році закінчив дев'ять класів сільської школи. Працював рахівником у тресті «Майкаінзолото».
У серпні 1941 року подав заяву про відправку на фронт. У діючій армії пройшов курс артилерійської підготовки. У боях Німецько-радянської війни з травня 1943 року. Воював на Західному, 3-му Білоруському фронтах. Брав участь у визволенні Білорусі, Литви, у боях за Східну Пруссію.
29—30 червня 1944 року старшина І. М. Кудін у боях за місто Борисов Мінської області під вогнем противника встановив гармату на пряму наводку і знищила три вогневі точки ворога. Серед перших на підручних засобах форсував річку Березину і, коригуючи вогонь гармат взводу, забезпечив переправу підрозділів полку і захоплення плацдарму на правому березі річки.
Указом Президії Верховної Ради СРСР від 24 березня 1945 року за відвагу і мужність, проявлені при форсуванні річки Березни і в боях за визволення міста Борисова старшині Івану Назаровичу Кудіну присвоєно звання Героя Радянського Союзу з врученням ордена Леніна і медалі «Золота Зірка» (№ 7218).

Могила Івана Кудіна

Після закінчення війни І. М. Кудін демобілізувався. Жив і працював у місті Бугуруслані Оренбурзької області. У 1961 році закінчив Донецький інститут радянської торгівлі. Працював в системі громадського харчування. З 1969 року жив у Києві. Помер 24 листопада 1983 року. Похований у Києві на Лук'янівському військовому кладовищі.

## Нагороди
Нагороджений орденом Леніна, орденом Червоного Прапора, орденом Вітчизняної війни 1-го ступеня, орденом Вітчизняної війни 2-го ступеня, орденом «Знак Пошани», медалями.